# Covina
Covina ist eine Stadt im Los Angeles County im Bundesstaat Kalifornien der Vereinigten Staaten.
Das U.S. Census Bureau hat bei der Volkszählung 2020 eine Einwohnerzahl von 51.268 ermittelt. Das Stadtgebiet hat eine Größe von 18,1 km². Die Stadt wurde 1882 von Joseph Swift Phillips gegründet. 1909 war Covina der drittgrößte Orangenproduzent der Welt. Von 1942 bis 1951 befand sich hier das Hauptquartier der Theosophischen Gesellschaft in Amerika, damals auch „Theosophische Gesellschaft Covina“ genannt.

## Söhne und Töchter der Stadt
- Bob Clark (1913–1976), Zehnkämpfer und Weitspringer, Silbermedaillengewinner der Olympischen Sommerspiele 1936
- Jean Stafford (1915–1979), Schriftstellerin, ausgezeichnet mit dem O.-Henry-Preis und dem Pulitzer-Preis
- Edward Frederick Anderson (1931–2001), Botaniker, der sich auf die Kakteengewächse spezialisiert hatte
- Christopher B. Donnan (* 1940), archäologischer Anthropologe, emeritierter Hochschullehrer und Museumsleiter
- Kelly Nichols (* 1956), Pornodarstellerin
- Rod Gilfry (* 1959), Opernsänger
- Jason David Frank (1973–2022), Schauspieler und Mixed Martial Artist
- John Molina (* 1982), Boxer